# Емічна одиниця
Емічна одиниця  являє собою тип абстрактного об'єкта проаналізованого в лінгвістиці та суміжних галузях. Емічні одиниці, як правило, є термінами з суфіксом -eme, такі як phoneme (фонема), grapheme (графема) і morpheme (морфема). Nöth (1995) визначає емічну одиницю як «інваріативну форму, отриману шляхом  редукції класу варіантних форм або обмеженого числа абстрактних одиниць». Варіативні форми називають етичними одиницями. Це означає, що дану емічну одиницю вважають основним об'єктом, який може мати кілька різних «поверхневих» представлень.
Різні етичні одиниці, які являють собою емічні одиниці певного виду, позначені відповідними термінами з префіксом allo-, наприклад, allophon (аллофон), allograph (аллограф), allomorphe (алломорф) (які є відповідниками фонемі, графемі, морфемі). Відношення між емічною одиницею і відповідною етичною формою іноді називають алло-емічним відношенням.

## Історія і термінологія
Перша «емічна одиниця», досліджена наприкінці 19-го століття, була фонема. Цей термін спочатку використовувався (у французькій формі phonème) для позначення мовного звуку, але згодом його використовували для позначення абстрактного поняття й користуються ним донині. (детальніше див. фонеми: Передумови і споріднені ідеї). Слово походить від грец. φώνημα, phōnēma,  що означає «той, що звучить», від дієслова φωνέω, phōneō,  «звук», який приходить в свою чергу, від іменника φωνή, phōnē,  «звук». Інші емічні одиниці, такі як морфема  і графема, мають у своїй назві  суфікс -eme  за аналогією з фонемою. Сучасні терміни «емічна одиниця» і «етична одиниця» були введені Кеннетом Пайком (1954).
Префікс allo- використовують в таких термінах, як allophone (аллофон) від давньогрецького ἄλλος, що означає «інший». Префікс також використовують в хімії.

## Приклади в лінгвістиці
Нижче наведені найбільш часто аналізовані види емічних одиниць в лінгвістиці:
- Фонема  -  об'єкт, виражений звуками мови; звуки, що представляють одну і ту ж фонему називають аллофонами цієї фонеми. Вибір аллофону може залежати від фонологічної контексту (сусідніх звуків), або може бути предметом вільного варіювання.
- Морфема  - найменша частина мови, яка має значення; різні морфи, що представляють ту ж морфему, називають алломорфами цієї морфеми.
- Графема  являє собою письмовий знак; різні символи, що представляють одну і ту ж графему називають аллографами цієї графеми.

Інші приклади емічних одиниць, які використовують в різних галузях лінгвістики, див. лексема, граммема, херема, семема, тагмема.
Для отримання додаткової інформації див. emic і etic.